# Jezioro Duże Głuche
Jezioro Duże Głuche – przepływowe jezioro wytopiskowe położone na Równinie Charzykowskiej w kompleksie leśnym Borów Tucholskich na obszarze Zaborskiego Parku Krajobrazowego i gminy Brusy, o powierzchni 45,91 ha. Północny brzeg jeziora jest punktem końcowym Ścieżki przyrodniczej „Doliny Kulawy”.
Jedno z najgłębszych jezior obszaru Borów Tucholskich, jego maksymalna głębokość wynosi 29,8 m, głębsze są tylko jeziora Ostrowite i Charzykowskie.